# Keytar
Een keytar is een relatief licht soort keyboard of synthesizer die om de nek wordt gedragen, zoals gebruikelijk is bij een gitaar. De benaming is een porte-manteau van de Engelse woorden keyboard (toetsenbord) en guitar (gitaar). Keytars geven toetsenisten meer bewegingsvrijheid, en maken het mogelijk om rond te lopen terwijl zij op het instrument spelen. Typische functies die op de 'hals' van de meeste keytars zijn ingebouwd, zijn: een pitch bend (veelal via een touch controller), een portamento en een vibrato.
De oudste voorloper van de keytar is de orphica: een draagbaar klavier uit 1795, uitgevonden in Wenen. De bekendste, eertijdse keytar die commercieel werd geproduceerd is de Moog Liberation, die in 1980 werd uitgebracht door het Amerikaanse bedrijf Moog Music. Enkele bekende modernere keytarmodellen zijn de Roland AX-Synth, Alesis Vortex Wireless 2 en de Korg RK-100S 2. De keytar wordt in verscheidene muziekstijlen van lichte muziek gebruikt: in het bijzonder de disco, synthpop, funk, fusion en rock (met inbegrip van metal en punk).

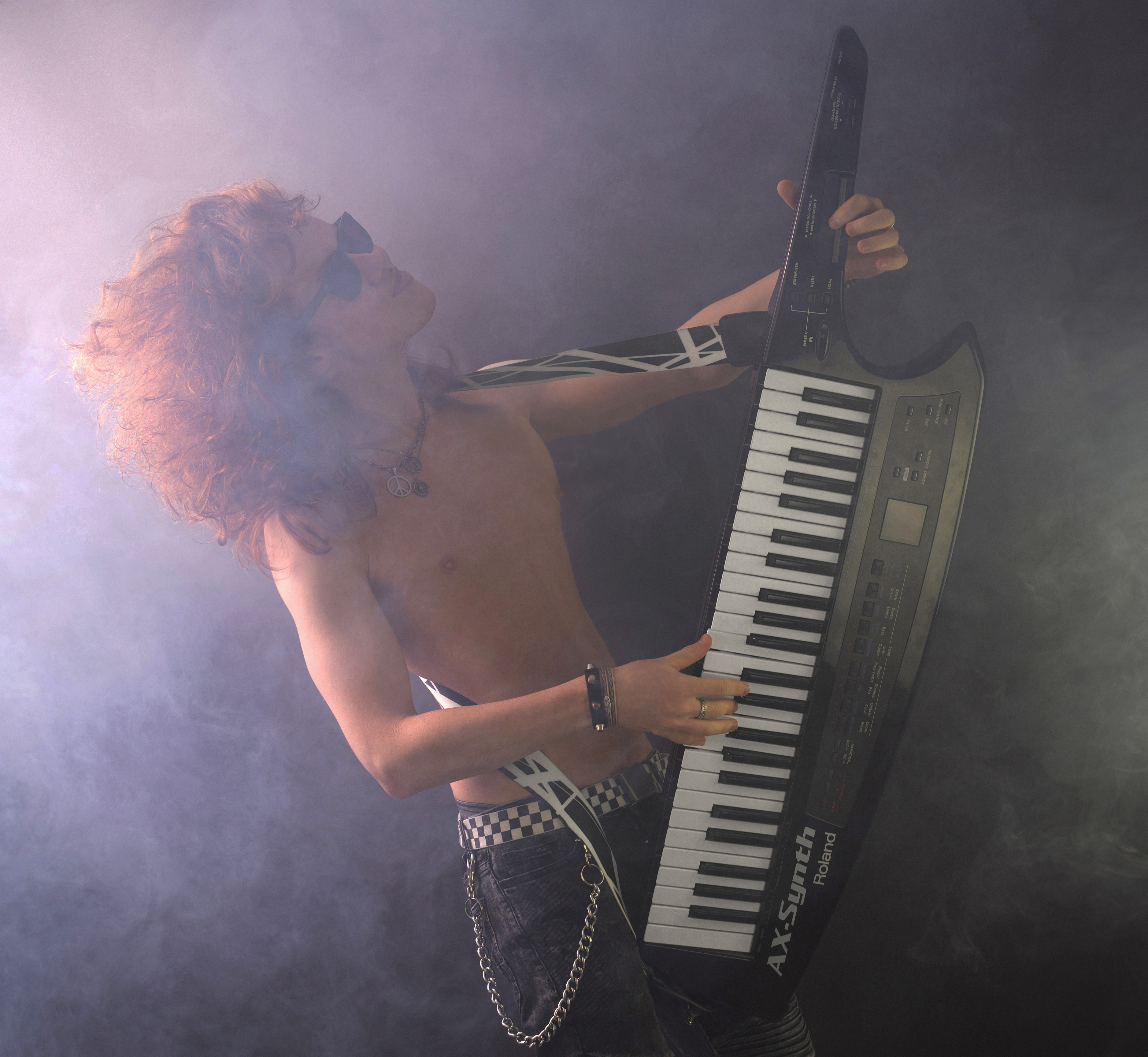
Nuva Macare bespeelt de Roland AX-Synth Black Sparkle.

## Guiboard
Een guiboard (tevens een porte-manteau van guitar en keyboard) is een variatie op een keytar, waarbij het keyboard verbonden is aan een gitaar, waardoor er een dubbelnekinstrument ontstaat. Hiervoor wordt meestal een reisgitaar gebruikt, die klein van afmeting en licht van gewicht is.

## Bekende keytaristen (selectie)
- Jordan Rudess
- Lady Gaga
- Nuva Macare
- Patty Gurdy

## Fotogalerij

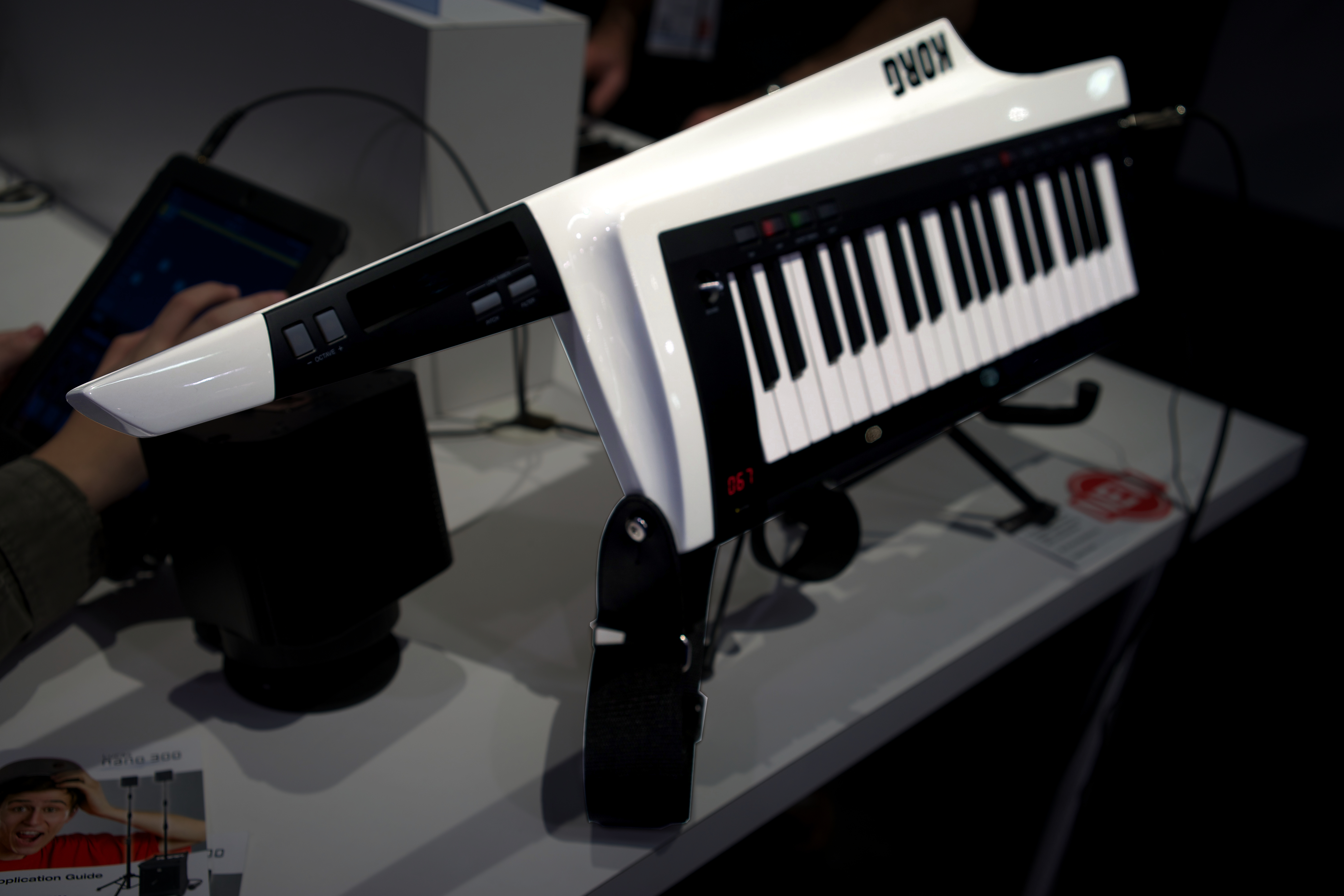
Korg RK-100S White (NAMM Show, 2014)
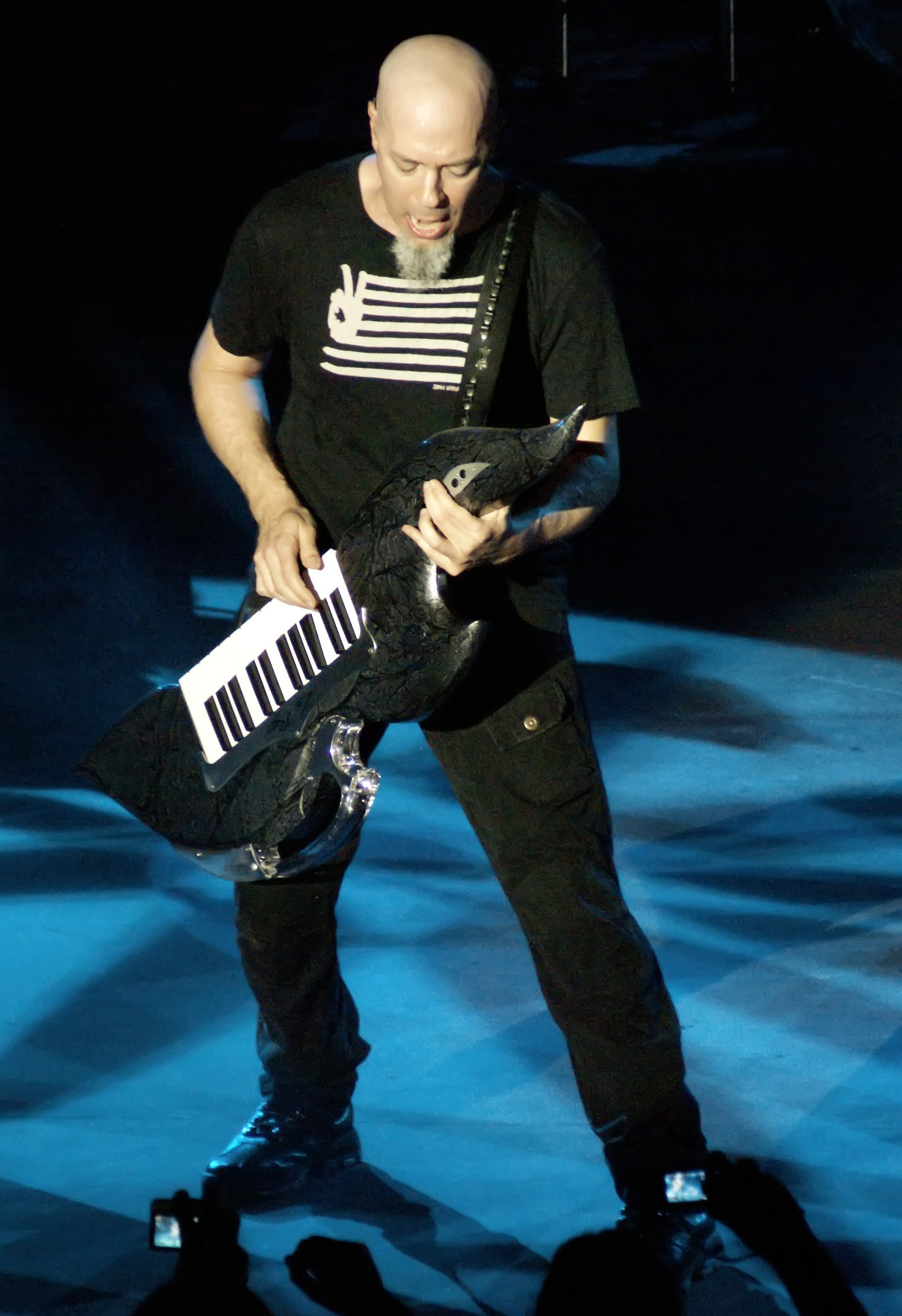
Jordan Rudess bespeelt de Zen Riffer
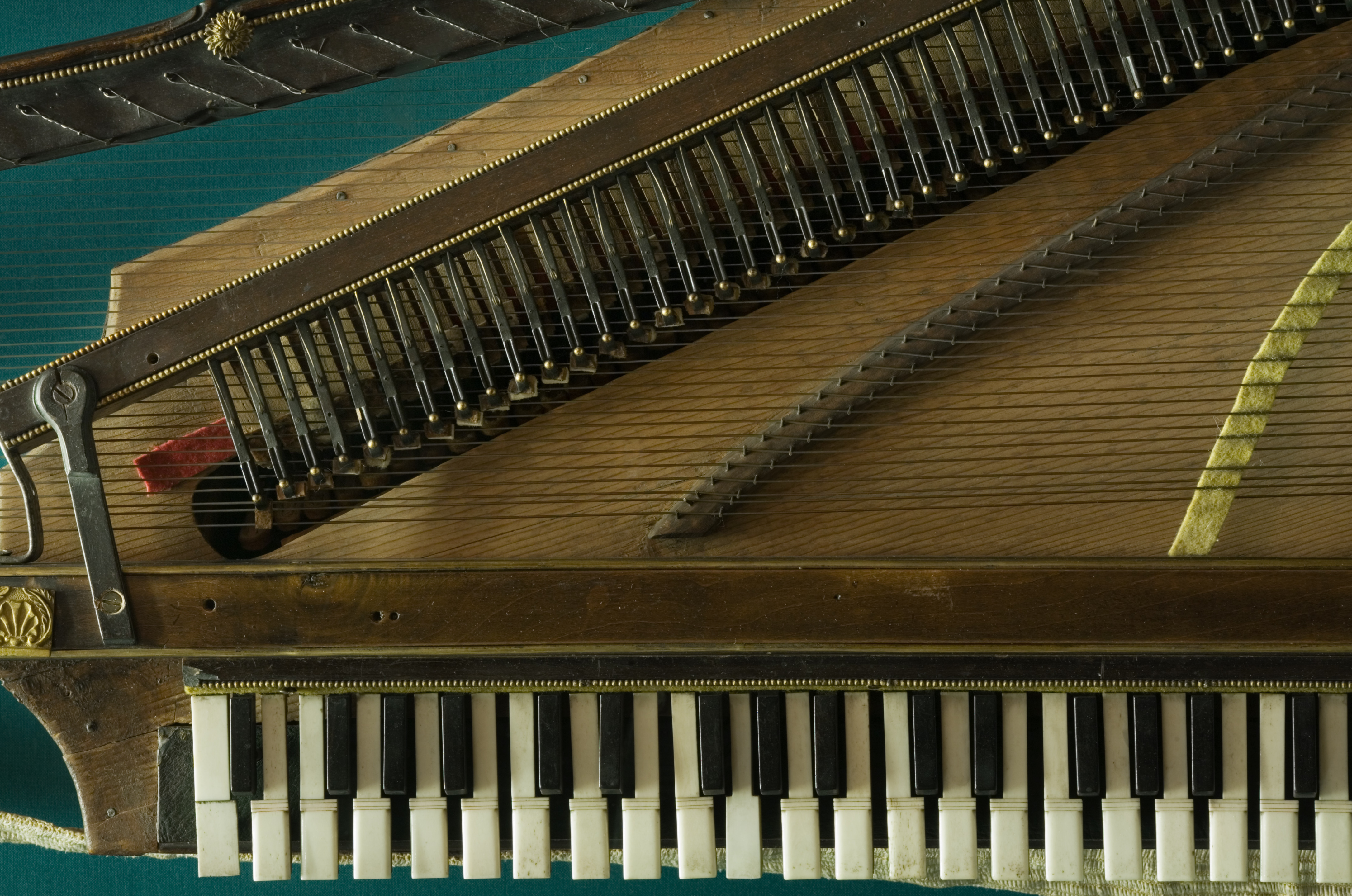
Orphica (KHM, Wenen)
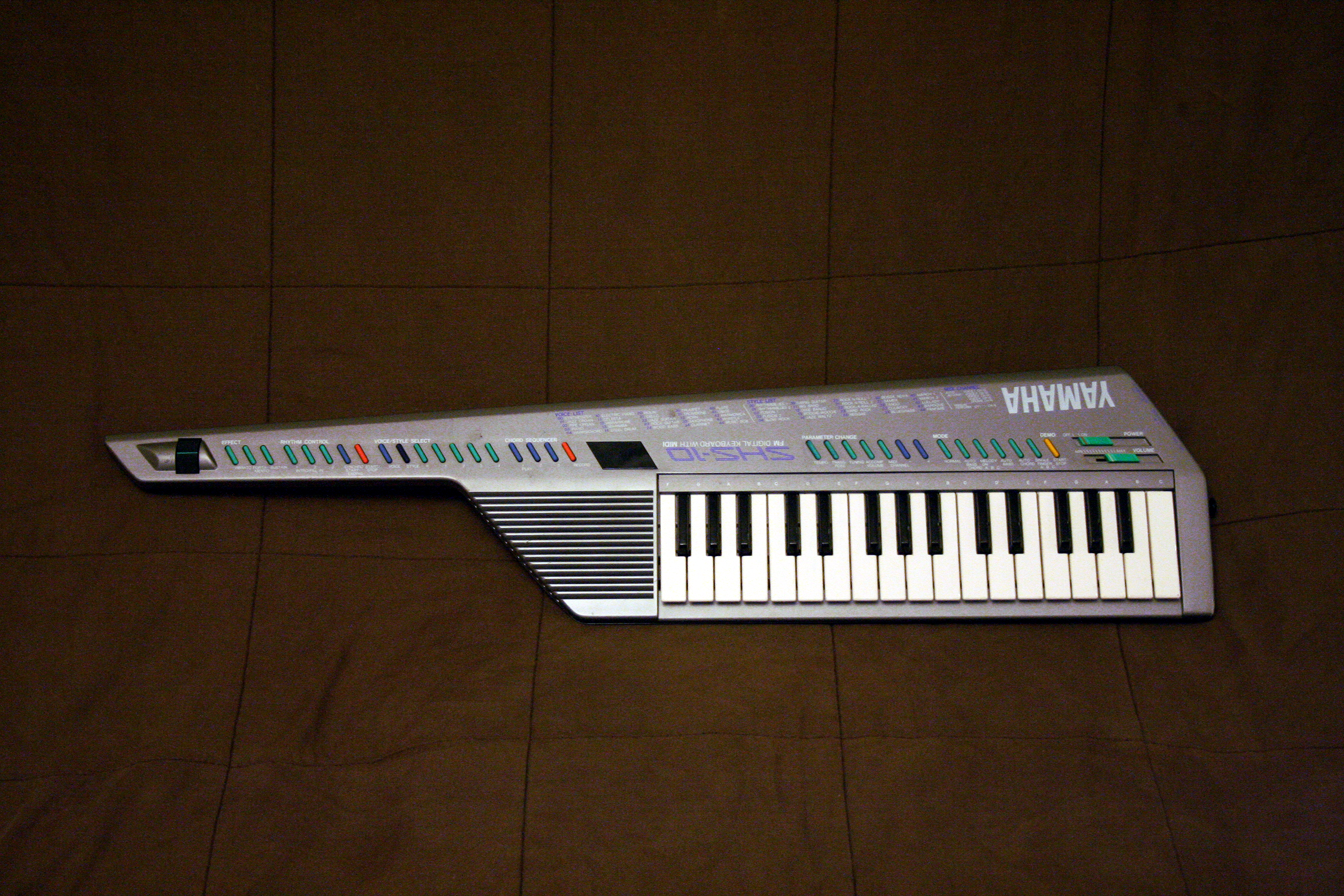
Yamaha SHS-10